# مودل
مودل (به انگلیسی: Moodle) یک بستر نرم‌افزاری آموزشی الکترونیکی آزاد است، که همچنین به عناوین سامانه مدیریت درس، سامانه مدیریت یادگیری، یا محیط یادگیری مجازی (VLE) نیز شناخته می‌شود. از دسامبر ۲۰۱۱، ۷۲۱۷۷ کاربر ثبت شده و سایت‌های تأیید شده دارد که به ۵۷۱۱۲۶۶۹ کاربر با ۵٫۸ میلیون درس خدمت می‌کنند.
مودل در اصل توسط Martin Dougiamas با هدف کمک به آموزگارها برای ساخت دروس برخط با تمرکز بر روی ساخت تعاملی و همکارانهٔ محتوا ساخته شد، و در حال تکاملی مستمر هست. اولین نسخه از مودل در ۲۰ اوت ۲۰۰۲ منتشر شد.
پروژه مودل شامل چندین عنصر مجزا اما مرتبط می‌شود، برای مثال
- خود نرم‌افزار
- Moodle Pty Ltd (همچنین به عنوان مرکز فرماندهی مودل یا مودل تراست شناخته می‌شود، در پرت، استرالیای غربی)، یک شرکت استرالیایی است که اکثر کار توسعهٔ هستهٔ بستر مودل را بر عهده دارد.
- جامعهٔ مودل، یک شبکه از بیش از یک میلیون کاربر ثبت شده که از طریق وب سایت جامعه مودل برای اشتراک ایده‌ها، کد، اطلاعات و پشتیبانی رایگان تعامل می‌کند. این جامعه همچنین شامل تعداد زیادی از توسعه‌دهنده‌های غیر-هسته‌ای می‌شود، با با مجوز متن آزاد مودل و طراحی ماژولار به هر توسعه‌دهنده‌ای اجازه می‌دهد تا ماژول‌های بیشتر و ویژگی‌هایی بسازد که به مودل اجازه داده است تا به واقع یک پروژه جهانی مشترک در حوزه خودش باشد.

## قابلیت های مودل
قابلیت های چند زبانه Moodle تضمین می کند که هیچ محدودیت زبانی برای یادگیری آنلاین وجود ندارد. جامعه مترجمان مودل، مودل را به بیش از 120 زبان ترجمه کرده است، بنابراین کاربران می توانند به راحتی سایت Moodle خود را بومی سازی کنند، همراه با منابع فراوان، پشتیبانی و بحث های اجتماعی موجود به زبان های مختلف.
Moodle به صورت رایگان به عنوان نرم افزار منبع باز، تحت مجوز عمومی عمومی گنو ارائه می شود. هرکسی می‌تواند مودل را برای پروژه‌های تجاری و غیرتجاری بدون هیچ گونه هزینه‌ای انطباق دهد، توسعه دهد یا تغییر دهد و از هزینه، انعطاف‌پذیری و سایر مزایای استفاده از Moodle بهره مند شود.
با بیش از 20 سال توسعه که توسط آموزش ساخت‌گرای اجتماعی هدایت می‌شود، مودل مجموعه‌ای قدرتمند از ابزارهای یادگیرنده محور و محیط‌های یادگیری مشارکتی را ارائه می‌کند که هم تدریس و هم یادگیری را توانمند می‌سازد و در عین حال به معلمان و مربیان این امکان را می‌دهد که دوره خود را مطابق با روش‌های ترجیحی خودشان سفارشی کنند.
Moodle که صدها هزار محیط یادگیری را در سراسر جهان تامین می کند، مورد اعتماد موسسات و سازمان های بزرگ و کوچک است، از جمله شل، دانشکده اقتصاد لندن، دانشگاه ایالتی نیویورک، گوگل و دانشگاه آزاد. میزان استفاده جهانی در سطح دانشگاهی و سازمانی، آن را به پرکاربردترین پلتفرم یادگیری در جهان تبدیل می کند.

## ویژگی‌ها
برخی از ویژگی‌های مودل:
- ارسال تکلیف
- فروم گفتگو
- دانلود فایل
- رتبه‌بندی
- پیام‌های آنی
- تقویم آنلاین
- اخبار و اعلان‌های آنلاین (در سطح درس و دانشگاه)
- امتحان آنلاین
- ویکی

## توسعه

### نسخه‌های مودل
| نسخه                                                                 | تاریخ اولین انتشار | آخرین نسخه | تاریخ آخرین انتشار | مدل پشتیبانی                                                   |
| -------------------------------------------------------------------- | ------------------ | ---------- | ------------------ | -------------------------------------------------------------- |
| ۱٫۰                                                                  | ۲۹ مرداد ۱۳۸۱      | ۱٫۰٫۹      | ۹ خرداد ۱۳۸۲       | منسوخ شده                                                      |
| ۱٫۱                                                                  | ۷ شهریور ۱۳۸۲      | ۱٫۱٫۱      | ۲۰ شهریور ۱۳۸۲     | منسوخ شده                                                      |
| ۱٫۲                                                                  | ۱ فروردین ۱۳۸۳     | ۱٫۲٫۱      | ۶ فروردین ۱۳۸۳     | منسوخ شده                                                      |
| ۱٫۳                                                                  | ۵ خرداد ۱۳۸۳       | ۱٫۳٫۵      | ۱۹ شهریور ۱۳۸۳     | منسوخ شده                                                      |
| ۱٫۴                                                                  | ۱۰ شهریور ۱۳۸۳     | ۱٫۴٫۵      | ۱۷ اردیبهشت ۱۳۸۴   | منسوخ شده                                                      |
| ۱٫۵                                                                  | ۱۵ خرداد ۱۳۸۴      | ۱٫۵٫۴      | ۳۱ اردیبهشت ۱۳۸۵   | منسوخ شده                                                      |
| ۱٫۶                                                                  | ۳۰ اردیبهشت ۱۳۸۵   | ۱٫۶٫۹      | ۹ بهمن ۱۳۸۷        | منسوخ شده                                                      |
| ۱٫۷                                                                  | ۱۶ آبان ۱۳۸۵       | ۱٫۷٫۷      | ۹ بهمن ۱۳۸۷        | منسوخ شده                                                      |
| ۱٫۸                                                                  | ۱۰ فروردین ۱۳۸۶    | ۱٫۸٫۱۴     | ۱۲ آذر ۱۳۸۹        | منسوخ شده                                                      |
| ۱٫۹                                                                  | ۱۳ اسفند ۱۳۸۶      | ۱٫۹٫۱۹     | ۱۹ تیر ۱۳۹۱        | منسوخ شده                                                      |
| ۲٫۰                                                                  | ۳ آذر ۱۳۸۹         | ۲٫۰٫۱۰     | ۱۹ تیر ۱۳۹۱        | منسوخ شده                                                      |
| ۲٫۱                                                                  | ۱۱ خرداد ۱۳۹۰      | ۲٫۱٫۱۰     | ۲۵ دی ۱۳۹۱         | منسوخ شده                                                      |
| ۲٫۲                                                                  | ۱۴ آذر ۱۳۹۰        | ۲٫۲٫۱۱     | ۱۷ تیر ۱۳۹۲        | منسوخ شده                                                      |
| ۲٫۳                                                                  | ۵ تیر ۱۳۹۱         | ۲٫۳٫۱۰     | ۲۰ آبان ۱۳۹۲       | منسوخ شده                                                      |
| ۲٫۴                                                                  | ۱۳ آذر ۱۳۹۱        | ۲٫۴٫۷      | ۲۰ آبان ۱۳۹۲       | منسوخ شده                                                      |
| ۲٫۵                                                                  | ۲۴ اردیبهشت ۱۳۹۲   | ۲٫۵٫۹      | ۱۹ آبان ۱۳۹۳       | منسوخ شده                                                      |
| ۲٫۶                                                                  | ۲۷ آبان ۱۳۹۲       | ۲٫۶٫۱۱     | ۲۱ اردیبهشت ۱۳۹۴   | منسوخ شده                                                      |
| ۲٫۷                                                                  | ۲۲ اردیبهشت ۱۳۹۳   | ۲٫۷٫۱۴     | ۲۰ اردیبهشت ۱۳۹۵   | رو به اتمام (از اردیبهشت ۱۳۹۳ تا اردیبهشت ۱۳۹۶ پشتیبانی می‌شود) |
| ۲٫۸                                                                  | ۱۹ آبان ۱۳۹۳       | ۲٫۸٫۱۲     | ۲۰ اردیبهشت ۱۳۹۵   | منسوخ شده                                                      |
| ۲٫۹                                                                  | ۲۱ اردیبهشت ۱۳۹۴   | ۲٫۹٫۶      | ۲۰ اردیبهشت ۱۳۹۵   | پایدار (از اردیبهشت ۱۳۹۴ تا آبان ۱۳۹۶ پشتیبانی می‌شود)          |
| ۳٫۰                                                                  | ۲۵ آبان ۱۳۹۴       | ۳٫۰٫۴      | ۱۹ اردیبهشت ۱۳۹۴   | پایدار (از خرداد ۱۳۹۴ تا خرداد ۱۳۹۶ پشتیبانی می‌شود)            |
| ۳٫۱                                                                  | ۳ خرداد ۱۳۹۵       | ۳٫۱        | -                  | پایدار (از خرداد ۱۳۹۵ تا خرداد ۱۳۹۸ پشتیبانی می‌شود)            |
| ایجاز:نگارش قدیمینگارش قدیمی‌تر، هنوز پشتیبانی می‌شودنگارش پایدار جاری |                    |            |                    |                                                                |

## آمار و سهم بازار مودل
در ۳۱ اوت ۲۰۱۱:
- سایت moodle.org که در ۶۶ درس مختلف دارای ۱٬۰۹۰٬۲۳۴ کاربر بود، بیشترین کاربر را داشت.[۳]
- بیش از ۷۰ پارتنر در پروژهٔ مودل سهیم هستند[۴]

## همایش‌های مودل
- رویدادی به نام مودل موت (MoodleMoot) در دنیا برگزار می‌شود که در آن به بررسی و بهبود مودل پرداخته می‌شود. محوز این رویداد از سایت اصلی مودل موت منتشر شده و کشورهایی که علاقه‌مند به این پلتفرم هستند می‌توانند رویداد خود را moodlemoot.org ثبت کنند.[۵]